# Stazione di Novara-Montalbano-Furnari
La stazione di Novara-Montalbano-Furnari è una stazione ferroviaria posta sulla linea ferroviaria Palermo Messina al servizio dei centri abitati di Furnari, Novara di Sicilia e Montalbano Elicona.

## Storia
Venne costruita come stazione passante in superficie sul tracciato della linea ferroviaria Palermo-Messina realizzato in ritardo rispetto al programma di costruzioni ferroviarie in Sicilia che, iniziato dalla Società Vittorio Emanuele, dovette essere completato prima dalla Società Italiana per le Strade Ferrate Meridionali dal 1872 e poi dal 1885 dalla Società per le strade ferrate della Sicilia.
La stazione entrò in servizio il 15 giugno 1891, unitamente al tronco Barcellona-Oliveri della linea Messina-Palermo. Inizialmente denominata "Castroreale-Novara-Furnari", assunse l'attuale denominazione nel 1940.
La stazione inizialmente era provvista di un piano caricatore coperto, un magazzino merci, telegrafo e ponte a bilico. Il piano caricatore sul quale venne costruito il magazzino merci, un piccolo locale adibito a deposito (da anni in stato di degrado), era provvisto di una rampa per permettere ai rotabili di accedervi.
Adiacente al magazzino merci, vi è un binario tronco, inizialmente adibito a ospitare i vagoni merci e successivamente adibito a ospitare i rotabili di servizio.
Il 21 giugno 1892 venne abilitata e attivata la biglietteria a sportello nella stazione.
Nel 1899 viene munito di soneria elettrica il disco girevole a protezione dell'ingresso verso Messina per un importo di Lire 648.
Col Bollettino Commerciale delle Ferrovie dello Stato n° 48 del 22 dicembre 1940, veniva sancito il cambio di denominazione da "Castroreale-Novara-Furnari" a "Novara-Montalbano-Furnari".
Nella seduta della Camera dei deputati del 23 settembre 1952, l'onorevole Filadelfio Caroniti (DC), propose al Ministero dei trasporti di far femare nella suddetta stazione una coppia di treni direttissimi e rapidi per la relazione con il continente, ma gli venne risposto dal Ministro dei trasporti Piero Malvestiti che la proposta non poteva essere accolta, in quanto si veniva ad alterare la caratteristica dei treni stessi con grave danno alla regolarità e alla celerità delle comunicazioni di cui trattasi, per le quali venivano, invece, continuamente richiesti degli acceleramenti per migliorare le relazioni in Sicilia e fra questa e il continente.
Tra il 1938 e il 1962, l'impianto fu dotato di bar, poi chiuso nel 1963.
Nel 1961 vennero ultimati i lavori di allacciamento agli acquedotti locali dell'impianto di acque bianche della stazione.
Sulla fine degli anni settanta, dopo decenni, cessa il servizio merci svolto tramite il piccolo scalo, con la fiorente attività di esportazione di animali d'allevamento, come bovini, ovini e suini, agrumi, olio d'oliva e vino, da Furnari, verso diverse località ed aziende vinicole, agricole e olivicole.

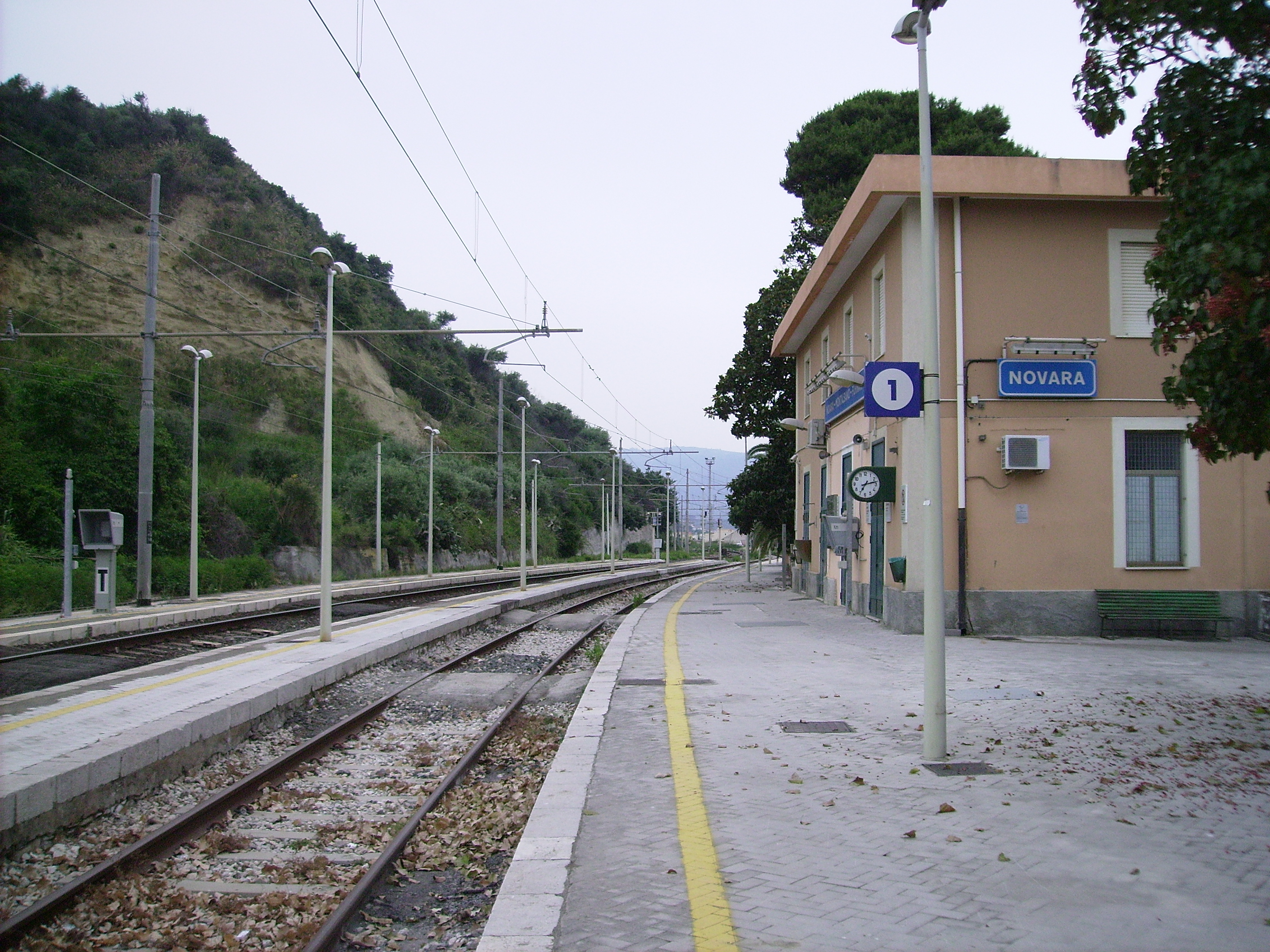
Vista laterale, in direzione Palermo

Il 15 aprile 1978 un terremoto di magnitudo 6,1, con epicentro nel golfo di Patti, causò gravissimi danni al tetto spiovente ottocentesco a tegole del fabbricato viaggiatori e al magazzino merci. Successivamente all'accaduto, si decise di ricostruirlo con un moderno solaio piano, mentre il magazzino merci venne ristrutturato, prima cambiando forma e poi venendo parzialmente murato e dismesso.
All'inizio degli anni ottanta venne soppresso il servizio taxi, offerto da numerosi autisti privati locali.
Tra il 1991 e il 2002 si è svolto un processo di dismissione, da parte di Trenitalia, della linea storica tra le stazioni di Novara-Montalbano-Furnari e San Filippo-Santa Lucia, tratta ormai obsoleta, a binario unico e risalente alla fine dell'Ottocento.
Nel corso del 1995 iniziò il raddoppio del tronco Barcellona-Novara Montalbano Furnari.
Nel dicembre 2000 venne chiusa la biglietteria di stazione.
Il 7 dicembre 2003 fu soppressa la cabina P. B., sede del banco ACE con blocco manuale, in concomitanza all'installazione, nel nuovo ufficio movimento, del banco ACEI a blocco automatico a conta-assi.
In occasione dell'installazione del Sistema di Comando e Controllo sul tratto Barcellona-Patti, avvenuta il 7 febbraio 2009, fu soppresso il Dirigente Movimento, con il conseguente impresenziamento dell'impianto. La dirigenza movimento dell'impianto gestiva, oltre alla consueta circolazione ferroviaria all'interno della stazione e della linea, anche quattro passaggi a livello, dislocati tra il km 177+588 e il km 179+709, di cui uno ricadente nel comune di Furnari intersecando la SP 110 Montalbanese e tre ricadenti nel comune di Terme Vigliatore, due dei quali intersecavano a loro volta la vecchia SS 113 nelle frazioni di Vigliatore e San Biagio. Essi sono stati soppressi e sostituiti da opere alternative tra il 2002 e il 2003.

## Strutture e impianti
La stazione di Novara-Montalbano-Furnari è situata al km 178+345 del tracciato della linea Palermo-Messina, lungo la linea diramata Bivio Terme Vigliatore – Patti-S. Piero Patti, a circa 23 m s.l.m.
L'impianto, la cui gestione è affidata a Rete Ferroviaria Italiana, è dotato di un fabbricato viaggiatori, un fabbricato per i servizi igienici, uno scalo merci dotato di piano caricatore, di magazzino merci e di una cabina per la trazione elettrica. La stazione è gestita in remoto dal Dirigente Centrale Operativo dall'impianto di Palermo Centrale.

### Fabbricato viaggiatori

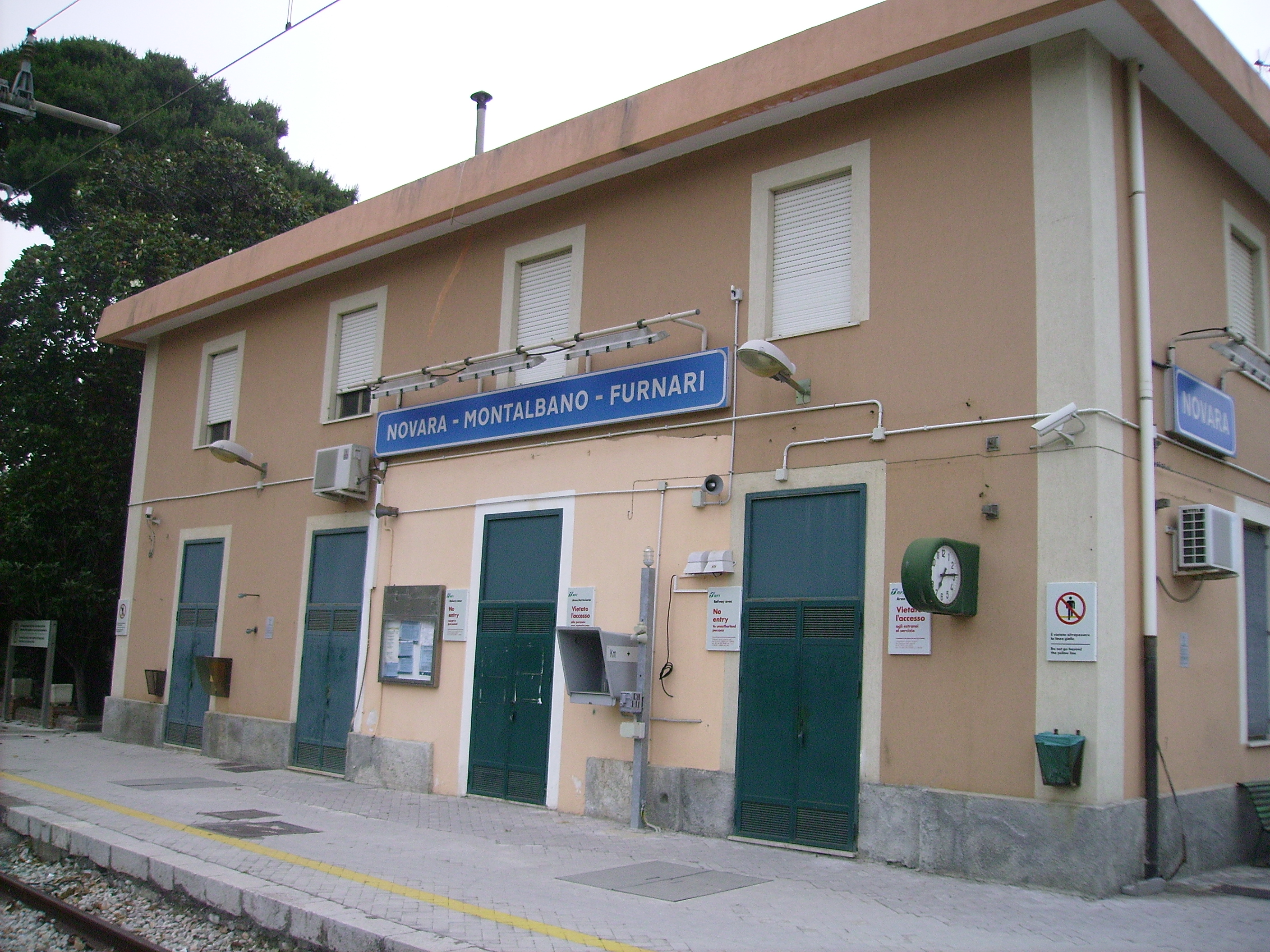
Il fabbricato viaggiatori, visto dal marciapiede del binario 2

Il fabbricato viaggiatori è composto da un unico corpo a pianta rettangolare.
Si tratta di una struttura a due piani con facciate color salmone, il cui lato posto parallelamente alla linea ferroviaria a settentrione era dotato di tre aperture (aumentate a quattro dal 2003), mentre sui lati minori est e ovest sono presenti due finestre, in particolare sul lato est è presente un'ulteriore apertura. Al primo piano vi sono quattro finestre allineate con le aperture sottostanti di fronte ai binari e sul lato del piazzale antistante il fabbricato viaggiatori, e due aperture sui due laterali minori est ed ovest.
Il lato frontale, rivolto a meridione e posto parallelamente al piazzale, al piano terra è dotato di un'unica apertura con tre finestre, sempre simmetriche. Al primo piano sono presenti quattro finestre allineate con le quattro aperture sottostanti.
L'esterno è caratterizzato da cornicioni e fasce marcapiano a vista che ornano le finestre e le porte. Il lato prospiciente alla ferrovia presentava un piccolo volume aggiuntivo al posto dell'apertura centrale del piano terra (posto di blocco n. 34 178+345), all'interno del quale era posto l'ufficio movimento e al cui posto dal 2003 vi è il quarto ingresso.
Al momento del massimo utilizzo, l'edificio era adibito ad abitazione per il personale, per la quale erano impiegati i due alloggi al primo piano, e al piano terra come deposito bagagli, biglietteria, sala d'attesa per i viaggiatori e, nel locale ad ovest del fabbricato, dei servizi igienici.

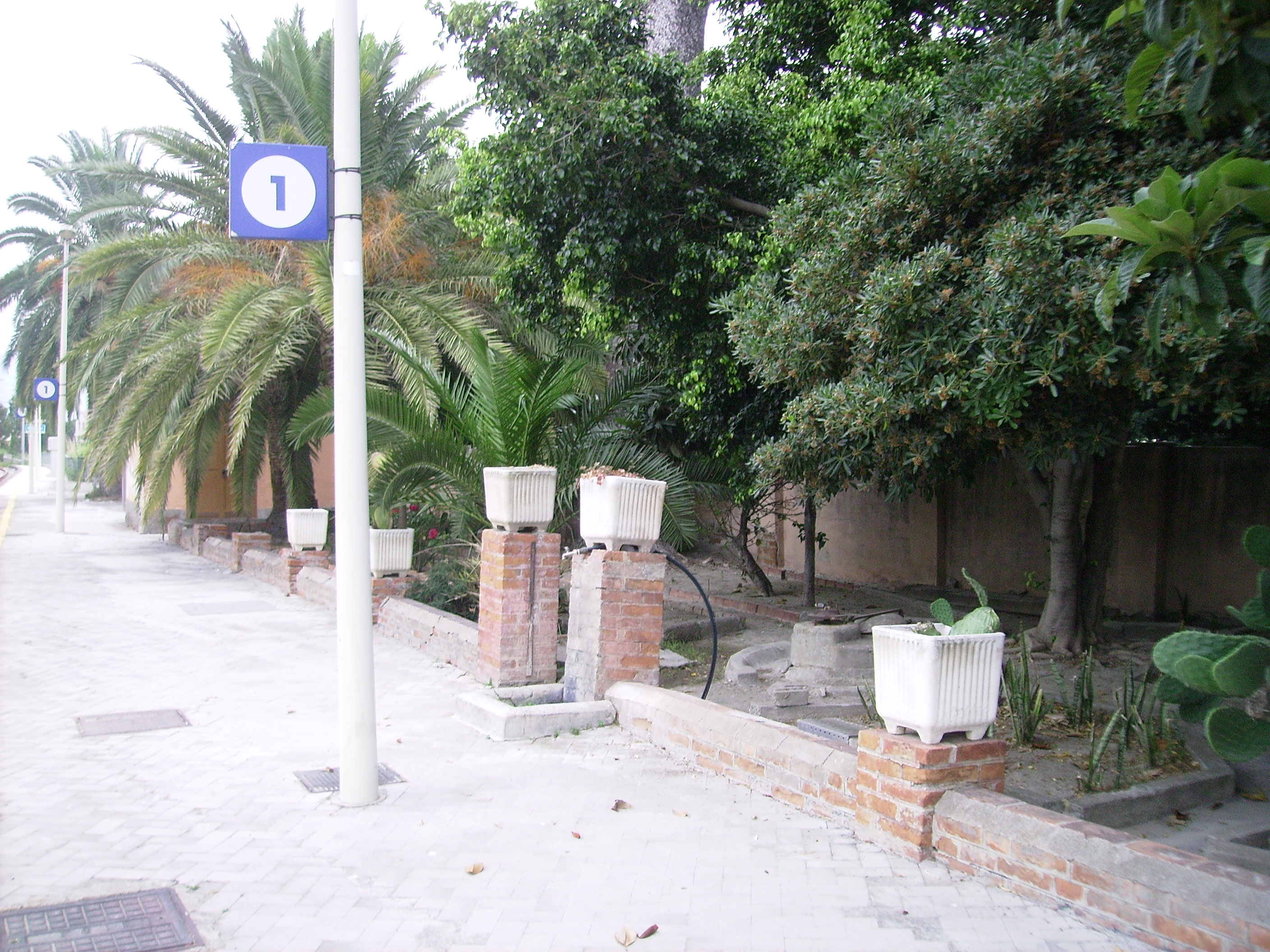
Il giardino novecentesco, in fondo i servizi igienici

Dopo la soppressione del vecchio ufficio movimento, venne attivata la nuova dirigenza movimento, trasferita nella stanza attigua (ex sede del Capostazione Titolare), con una prima sala relè dislocata nella vecchia sala d'attesa e una seconda sala relè dislocata in una zona del vecchio ufficio movimento, nelle quali sono ubicate tutte le apparecchiature elettriche dell'ACEI, e una nuova sala d'attesa con annessa emettitrice automatica per il trasporto regionale e una panca in legno, spostata all'interno del vecchio ufficio movimento. Dall'8 febbraio 2009, l'intero fabbricato è chiuso.
Nel giugno del 2012, dopo tre anni dalla sua chiusura, è stata, finalmente, riaperta la sala d'attesa dei viaggiatori.
Con la chiusura della biglietteria, verso la fine di dicembre 2000, avvenne anche la chiusura dell'entrata principale del fabbricato viaggiatori, posta sul lato piazzale, pertanto l'entrata fu permessa solo attraverso un cancello laterale a ovest del fabbricato.
Ad ovest del fabbricato viaggiatori, in fondo vi è lo scalo merci, ove si trova un binario tronco, utilizzato per la sosta di rotabili di servizio con annesso magazzino merci. Sempre sullo stesso lato, al termine del marciapiede del primo binario, vi è un magazzino per attrezzi e la sala batterie per la trazione elettrica.
Ad est del fabbricato viaggiatori, vi è un piccolo giardino novecentesco caratterizzato dalla presenza di alberi secolari di grandi dimensioni, di resti di un'antica fontana con pompa a mano e pozzo risalente alla fine del Ottocento, sostituita negli ultimi decenni da una semplice fontana, e un piccolo corpo ad unico piano con due aperture laterali simmetriche, di cui una murata e non più esistente, che era adibito ai servizi igienici.

### Piano del ferro
Il piano del ferro si compone, attualmente, di tre binari attivi di cui due dedicati al servizio passeggeri:
- 1: binario su tracciato deviato, usato, per le precedenze;
- 2: binario di corsa della linea;
- 3: binario su tracciato deviato per le precedenze, dismesso e smantellato nel 2022
- 4: binario tronco, su tracciato deviato e privo di elettrificazione, non destinato al servizio passeggeri ma usato da RFI per il ricovero dei mezzi addetti alla manutenzione della linea.

Tutti i binari sono dotati di banchina e collegati fra loro da una passerella in asfalto, dato che non è presente un sottopassaggio.

## Movimento
È servita dai treni regionali svolti da Trenitalia nell'ambito del contratto di servizio stipulato con la Regione Siciliana. Il servizio merci non è più svolto da tempo.

## Servizi
La stazione, che RFI classifica nella categoria bronze, è fornita di videosorveglianza, annunci sonori e sala d'attesa.
- Sala d'attesa

## Interscambi
- fermata AST
- Uber